# 長帥
長帥（ちょうすい、朝鮮語: 장수）は、朝鮮三韓の一つである馬韓の酋長。

## 概要
百済は、かつての三韓のうち、馬韓に属した伯済国をその前身とするが、辰韓、弁韓がそれぞれ12国からなっていたのに対し、馬韓は55国からなり、また辰韓、弁韓の大国が4000家から5000家、小国が600家から700家であったのに対し、馬韓では大国は万余家、小国でも数千家を有したといい、まさに三韓のうち「馬韓最大」であった。この馬韓の各々国には長帥がおり、その大なるものは臣智と自称し、他に邑借と称すものもあった。伯済国も最低数千家からなり、臣智、邑借の支配がおこなわれていたであろうが、臣智とは「臣たるもの」の謂であり、中国皇帝に対する臣下のことであり、それを諸小国の首長の立場から表現したものである。